# Саллинен, Томи
То́ми Са́ллинен (фин. Tomi Sallinen; род. 11 февраля 1989, Эспоо, Финляндия) — финский хоккеист, нападающий.

## Биография
Томи Саллинен профессиональную карьеру начал в родном городе за «Эспоо Блюз». В 2008 и 2011 годах в составе клуба доходил до финала плей-офф финской хоккейной лиги. С 11 апреля 2014 года Томи — игрок шведского клуба «Лександ». По итогам сезона клуб покинул элиту. Томи Саллинен принял решение остаться в шведской высшей лиге и подписал контракт с «Юргорденом». В 2016 году подписал контракт с российским клубом «Нефтехимик». В сборной Финляндии на чемпионате мира дебютировал в 2014 году.